# León de Tesalónica
León de Tesalónica (c.790-después 869), también conocido por León el Filósofo (Λέων ο Φιλόσοφος) o León el Matemático, fue un sabio bizantino del siglo IX, al que el emperador Teófilo nombró arzobispo de Tesalónica. Posteriormente se trasladó a Constantinopla donde dirigió la escuela de Magnaura, que había sido reconstruida anteriormente por Bardas, para enseñar lógica aristotélica.

## Vida
Nació en Tesalia y era primo del Patriarca de Constantinopla, Juan VII el Gramático. En su juventud fue educado en Constantinopla, pero viajó a los monasterios de Andros, donde pudo obtener manuscritos raros y aprendió matemáticas de un viejo monje. La historia cuenta que, cuando uno de sus estudiantes fue capturado durante las Guerras árabo-bizantinas, el califa al-Mamun quedó tan impresionado por su conocimiento de las matemáticas, que ofreció a León grandes riquezas por ir a Bagdad. León entregó la carta del califa al emperador Teófilo, quien, impresionado por su reputación internacional, le confirió una escuela (ekpaideutērion) en Magnaura, o la iglesia de los Cuarenta Mártires.
León, un iconoclasta a veces acusado de paganismo, perdió su cargo con el final de la iconoclasia, en 843. A pesar de esto, dio un sermón favorable a los iconos unos meses después de la muerte de Teófilo. Alrededor de 855, León fue colocado a la cabeza de la escuela de Magnaura, nuevamente establecida por Bardas. Fue reconocido por su saber matemático, filosófico, médico, científico, literario filológico, astronómico y astrológico, y tuvo la amistad de Focio.

## Obras
Arquitectura: Normalmente se le atribuye la creación de un sistema de balizas a lo largo del imperio bizantino, que abarcaba aproximadamente 700 kilómetros  en lo que hoy en día es Grecia y Turquía, el propósito de esté sistema era  averiguar referencias acerca de posibles peligros fronterizos y con ello avisar al emperador, esto habría aumentado la longevidad y la estabilidad del imperio bizantino a lo largo del siglo IX
Filosofía y textos: La mayor parte de sus escritos se han perdido. Escribió libros, poemas y epigramas, y fue también un compilador, que reunió un amplio número de textos filosóficos, médicos y astronómicos. Su biblioteca puede reconstruirse, al menos parcialmente: Arquímedes, Euclides, Platón, Pablo de Alejandría, Teón de Alejandría, Proclo, Porfirio, Apolonio de Perge, la perdida Mecánica de Quirino y Marcelo, y posiblemente Tucídides.